# Nationalmuseum für Volkskunst von Huzulien und Pokutien
Das Nationalmuseum für Volkskunst von Huzulien und Pokutien benannt nach J. Kobrynskyj (ukrainisch Національний музей народного мистецтва Гуцульщини та Покуття імені Й. Кобринського Nazionalnyj musej narodnoho mysteztwa Huzulschtschyny ta Pokuttja imeni J. Kobrynskoho) ist ein Volkskundemuseum in der ukrainischen Stadt Kolomyja, in dem Volkskunst der Huzulen Pokutiens ausgestellt werden.
Das nach Jossafat Kobrynskyj (Йосафат Миколайович Кобринський; 1818–1901), einem ukrainischen griechisch-katholischen Priester, Publizisten, Philanthropen sowie politischen und kulturellen Aktivisten benannte Museum wurde 1926 auf Initiative des Kunsthistorikers und Ethnographen Wolodymyr Kobrynskyj (Володимир Васильович Кобринський, 1873–1958) gegründet und 2009 zum Nationalmuseum erhoben.
Das Museum befindet sich im ehemaligen Volkshaus in der Innenstadt von Kolomyja, einer Stadt in der westukrainischen Oblast Iwano-Frankiwsk, und besitzt Sammlungen mit insgesamt etwa rund 50.000 Exponaten der traditionellen Volkskunst der Huzulen und Pokutiens vom 17. Jahrhundert bis heute, die dem Besucher in 18 Ausstellungshallen präsentiert werden.
Das Museum besitzt eigene Restaurierungswerkstätten, in denen Konservierungs- und Restaurierungsarbeiten ausgeführt werden.
Auf der Grundlage der Ostereier-Sammlung des Museums wurde 1987 in der Stadt das Museum der Ostermalerei (Музей писанкового розпису ⊙), eine Filiale des Nationalmuseums, eröffnet.